# جان اسمیتون
جان اسمیتون (به انگلیسی: John Smeaton)(زاده ۸ ژوئن ۱۷۲۴ درگذشته ۲۸ اکتبر ۱۷۹۲) یک مهندس عمران اهل انگلستان بود.
او دارای آثار زیادی در زمینهٔ مهندسی عمران می‌باشد و در دنیا او را به عنوان پدر مهندسی عمران می‌شناسند.
وی چندین پل، کانال، بندرگاه و فانوس دریایی طراحی نموده‌است. جان اسمیتون از پیشگامان استفاده از «آهک هیدراته» در بتن بوده و از سنگریزه و پودر آجر به عنوان مصالح دانه ای نیز استفاده نمود. از برجسته‌ترین اثر او می‌توان به ساخت فانوس دریایی بر روی صخره‌های ادی استون نام برد که در محلی با امواج سهمگین و طوفان‌های شدید قرارگرفته است.
قبل از این فانوس دریایی، دو فانوس دیگر در این محل ساخته شد که توسط طوفان از بین رفت.